# CP-Baureihe 2550
Die Série 2550 war die zweite Baureihe von 25-kV-Elektrolokomotiven der Portugiesischen Staatsbahn (CP). Sie gingen 1964 in Dienst und wurden auf der Hauptlinie zwischen Lissabon und Porto eingesetzt. 20 Lokomotiven wurden gebaut; 2012 war keine mehr in Betrieb. Im Gegensatz zu der früheren Série 2500, wurde die Série 2550 mit einem Fahrzeugkasten aus rostfreiem Stahl gebaut. Sie wurden von Sorefame gebaut, mit Komponenten der französischen Firma Alsthom.
Als Ersatz wurde in den Jahren 2007–2009 die Série 4700 gebaut.
Eine Lokomotive der Série 2550 ist erhalten geblieben, die übrigen wurden verschrottet.